# Ernst von Seydewitz

Ernst August Kurt von Seydewitz

Ernst August Kurt von Seydewitz (* 15. Januar 1852 in Lauterbach; † 22. Januar 1929 in Dresden) war sächsischer Finanzminister.

## Leben
Er stammte aus dem meißnischen Uradelsgeschlecht von Seydewitz und war das fünfte Kind des Herren von Sohland Kurt von Seydewitz (1814–1863). Ernst von Seydewitz war zunächst als königlich-sächsischer Geheimer Finanzrat im Finanzministerium in Dresden tätig, bevor er 1910 zum Finanzminister ernannt wurde. Dieses Amt übte er bis zum 25. Oktober 1918 aus.
Seydewitz hatte sich am 25. Mai 1887 mit Klothilde von Rex (* 1865), Tochter des sächsischen Generalleutnants Hermann von Rex verheiratet.